# 水利花花介
水利花花介（学名：Callistocythere shuliana）为細花介科花花介屬下的一个种。